# Школа Бостонского музея изящных искусств
Школа Бостонского музея изящных искусств (англ. School of the Museum of Fine Arts, Boston, ныне School of the Museum of Fine Arts at Tufts University, также SMFA at Tufts, сокр. SMFA) — художественная школа при Бостонском музее изящных искусств, в настоящее время — при Университете Тафтса.
Школа является также филиалом Музея изящных искусств Бостона; член Ассоциации независимых колледжей искусства и дизайна (AICAD) — консорциума из нескольких десятков ведущих художественных школ США.

## История
С 1876 по 1909 год школа Музея изящных искусств Бостона размещалась в подвале оригинального здания музея на Копли-сквер. Когда в 1909 году музей переехал на Хантингтон-авеню (Huntington Avenue), школа переместилась в отдельное временное здание к западу от главного здания. Постоянное здание школы, спроектированное Гаем Лоуэллом, было построено в 1927 году. Выполненное из красного кирпича площадью 45 000 квадратных футов (4 200 м²) имело улучшенные классные комнаты, студию и библиотеку. В 1945 году школа Бостонского музея и колледж Тафтса (Tufts College) совместно разработали свою первую совместную программу повышения квалификации учителей. Вскоре последовало создание дополнительных образовательных программ.
В 1987 году недавно отремонтированное и расширенное школьное здание, спроектированное архитектором Грэмом Гундом, более чем удвоило размеры существующего здания и обеспечило новую большую аудиторию, увеличенную библиотеку, расширенные студии и классы, просторное фойе и кафетерий, а также увеличенные галереи и выставочные площади. После реконструкции в здании школы появился центральный атриум, известный как Katherine Lane Weems Atrium.
В декабре 2015 года было объявлено, что школа Музея изящных искусств Бостона станет частью Университета Тафтса, и 30 июня 2016 года эта интеграция была завершена.

## Деятельность
Ныне художественная школа Университета тафтса предлагает программы бакалавриата и магистратуры, посвященные изобразительному искусству. Учащиеся имеют возможность выставить свои работы на ежегодно проводящейся художественной распродаже и также ежегодной выставке Student Annual Exhibition. Различные галереи и пространства, доступные студентам вокруг школьных зданий, включают в себя галереи: Bag Gallery, Hallway Gallery, Bathroom Gallery, Underground Gallery и собственно залы Бостонского музея изящных искусств.
Главный кампус школы примыкает к музею и находится к западу от него. Здесь находится бо́льшая часть классных комнат, а также арт-кафе, библиотека, школьный магазин и галерея Grossman Gallery. Школе принадлежит также здание в Мишн-Хилл, расположенное примерно в четверти мили от главного здания, которое включает в себя студийные помещения для студентов и аспирантов и аспирантов, а также классы, мастерские и центр Writing Center.